# 巴布亞灣
9°0′S 145°0′E / 9.000°S 145.000°E

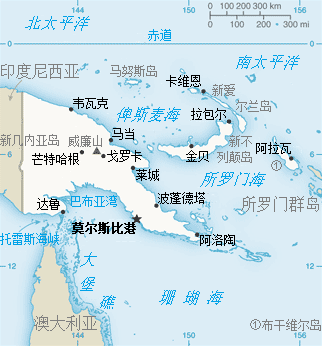

巴布亞灣是巴布亞新畿內亞的海灣，位於珊瑚海西北面，距離莫士比港70公里，寬400公里，面積35,000平方公里，當地居民主要從事捕魚業和狩獵業。

## 外部連結
- http://www.art-pacific.com/artifacts/nuguinea/papuan/gulfmap.htm （页面存档备份，存于）